# Дацун, Владимир Владимирович
Владимир Владимирович Дацун  (21 января 1925 — 10 апреля 1944, Красный, Крымская АССР) — советский патриот, участник группы «Центр», действовавшей в период немецко-румынской оккупации Симферополя в 1942—1944 годах. Расстрелян оккупантами в концлагере Красный.

## Действия в подполье

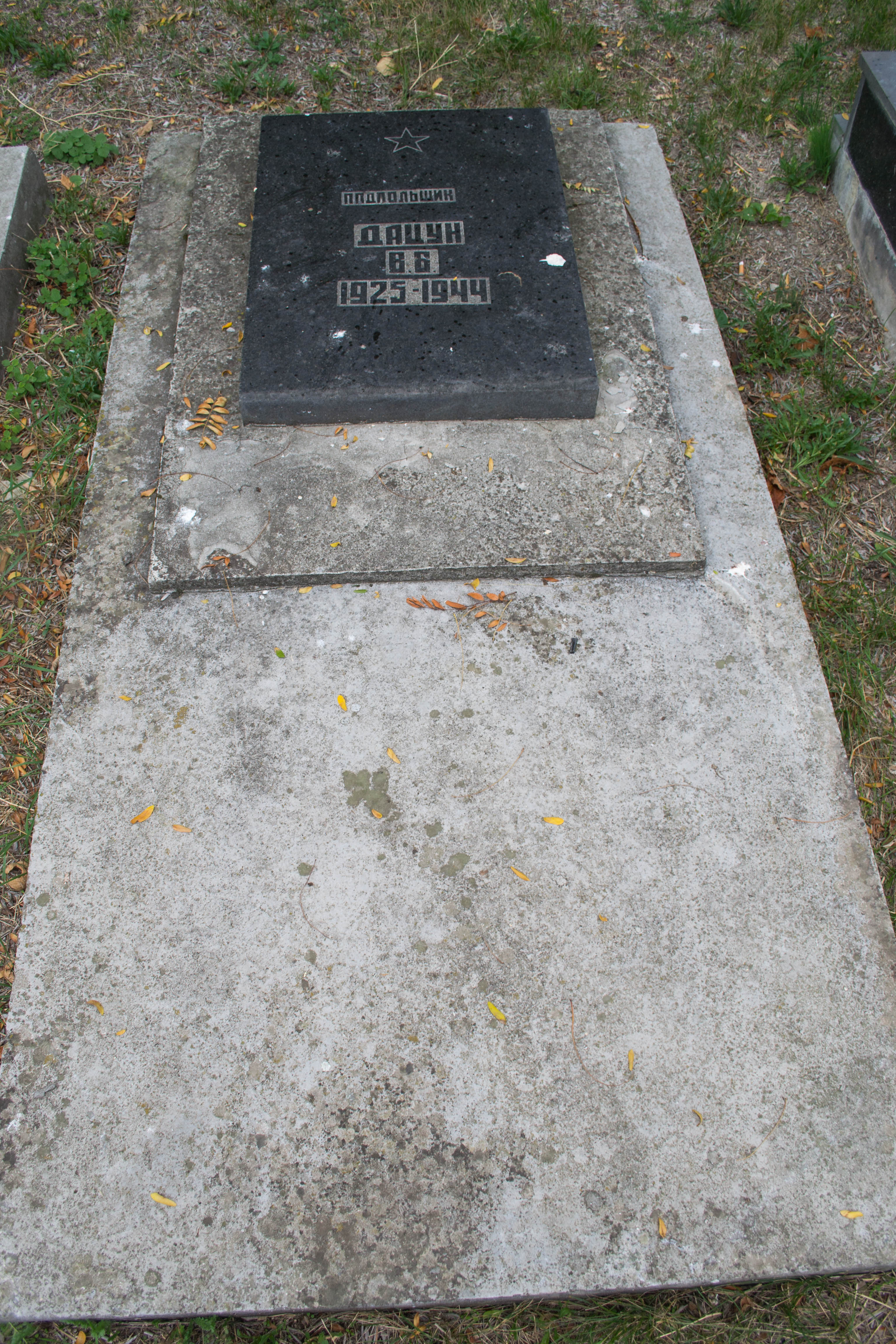
Могила подпольщика В. В. Дацуна

Родился 21 января 1925 года. Владимир Дацун организатор и член подпольной патриотической комсомольской группы «Центр» вместе с Игорем Носенко. Она была создана в феврале 1942 года. Члены группы занимались распространением листовок и газет, получаемых из леса от партизан. Владимир Дацун осуществлял связь с партизанами — он встречал связных, получал от них оружие и боеприпасы и доставлял их на конспиративные квартиры. В марте 1944 года Владимир Дацун был арестован гестапо и после зверских пыток расстрелян 10 апреля 1944 года у села Дубки Симферопольского района, на территории концлагеря в совхозе «Красный».
Позднее перезахоронен на Старорусском кладбище Симферополя.

## Память
- Могила подпольщика В. В. Дацуна ныне  Объект культурного наследия народов РФ регионального значения. Рег. № 911710884090005 (ЕГРОКН).

- В память о Владимире Дацуне 6 марта 1958 года была названа улица в Киевском районе Симферополя[4].